# Гаррисон, Росс
Росс Гренвилл Гаррисон (англ. Ross Granville Harrison; 13 января 1870[…], Джермантаун, Пенсильвания — 30 сентября 1959[…], Нью-Хейвен) — американский биолог, врач, эмбриолог. Совершил одно из важнейших открытий в истории медицины — метод культивирования тканей, то есть выращивание живых клеток в лабораторных условиях. Этот метод дал новый толчок исследованиям рака и СПИДа.
Член Национальной академии наук США (1913), иностранный член Лондонского королевского общества (1940).

## Биография
Гаррисон, второй из 5 детей в семье, родился в Джермантауне, штат Пенсильвания. Его мать умерла рано, от рака. Отец, инженер, часто и подолгу жил в России. Воспитанием Гаррисона главным образом занималась тетя. В школе, где он учился, особое внимание уделялось изучению природы и часто проводились экскурсии по окрестностям города. Заканчивать школу ему пришлось в Балтиморе. В 16 лет он поступил в колледж Университета Джонса Хопкинса. Росс занимался биологией, математикой, химией, изучал латынь, греческий. Через 3 года он получил диплом об окончании колледжа. В 1889 г. Росс поступил в Университет Хопкинса, где намеревался изучать биологию и математику. Летом 1890 г. ему пришлось ассистировать при проведении экспериментов по изучению эмбриологии. Эта работа настолько заинтересовала юношу, что эмбриология стала делом всей его жизни.
С 1892 по 1899 г. Гаррисон жил в Бонне, где изучал медицину. В 1893 г. там он познакомился со своей будущей женой Идой Ланге. Они поженились 9 января 1896 г. в немецком г. Алтона. В 1899 г. Гаррисон получил в Бонне диплом врача.

## Научная деятельность
Карьера Гаррисона оказалась стремительна: администрация Университета Джонса Хопкинса предложила ему место на медицинском факультете ещё до получения медицинского диплома. В 1895 г. он занял должность преподавателя, а в 1899 г. уже стал доцентом. За первые десять лет работы в Университете Хопкинса Гаррисон опубликовал 20 выдающихся статей по эмбриологии, основал «Журнал экспериментальной зоологии» («Journal of Experimental Zoology»).

## Разработка метода культивирования тканей
До Гаррисона эмбриологи совершенно не понимали, какие процессы ответственны за развитие нервных волокон. Ученые знали, что в полностью развившейся нервной системе все нервные волокна либо заканчиваются в нервных клетках, либо выходят из них. Но никто не знал, из чего развиваются длинные нервные волокна, присутствующие во всех органах и тканях. Гаррисон был уверен, что микроскопическое исследование окрашенных тканей никогда не покажет, где изначально сформировались эти нервы. Он понимал, что необходимо получить ткань, в которой не содержалось бы ничего, кроме нервных клеток и понаблюдать за ними.
Руководствуясь этими соображениями, он вырезал кусочек медуллярного сосуда зародыша лягушки, погрузил его в каплю лягушачьей лимфы и накрыл покровным стеклом, запечатанным парафином. Через некоторое время он обнаружил, что эти длинные волокна вырастают из самой нервной клетки. Наблюдая за концом удлиняющего волокна, он отметил, что рост волокна продолжался благодаря амёбоидному движению его окончания.
Также он отметил, что ткани могут жить в подобных условиях неделю, а в ряде случаев и в течение месяца. Именно этот опыт и лег в основу науки и искусства выращивания культур тканей.